# Hugues IV de Nordgau
Hugues IV de Nordgau, décédé en 1048. Il est comte d'Eguisheim, puis comte du Nordgau; il est également comte de Dabo (Dachsbourg à l'époque, ou encore Dagsburg en allemand) du chef de sa femme. Il est le fils d'Hugues II de Nordgau.

## Biographie
Selon  Nicolas Viton de Saint-Allais, il succède en 1027 dans le comté du Nordgau à son neveu Eberhard VI mort sans postérité . Cette même année 1027, Ernest II, duc de Souabe, se révolte contre son beau-père, l'empereur Conrad II le Salique, et vient ravager et piller les châteaux du comte Hugues en Alsace, avant d'être contraint de se rendre et être emprisonné.
Hugues IV est cousin germain de l'empereur Conrad II le Salique, car la mère de ce souverain, Adélaïde, est la sœur de son père Hugues II de Nordgau (Conradus imperator consobrinus erat Hugonis patris Brunonis, seu Leonis IX). Il fonde l’abbaye de Hesse près de Sarrebourg, dont son fils le pape saint Léon IX confirme les privilèges en 1050. Il fonde également celle de Woffenheim tandis que son épouse est à l'origine de l'abbaye Notre-Dame d'Œlenberg près de Reiningue. 
Il décède en 1048 et sa dépouille reposerait à Hesse en Haute Sargovie où l'on trouve, dans l'ancienne église abbatiale, le gisant présumé de sa sépulture.

## Filiation
Il épouse Helwige fille et héritière de Louis, comte de Dachsbourg, dont :
- Gérard, comte d'Eguisheim, tué dans une bataille en 1038, a épousé Kuniza (ou Pétronice) de Lorraine ;
- Mathilde, mariée à Richwin, comte de Charpeigne, leur fils est Louis de Montbéliard ;
- Hugues, comte de Dachsbourg, décédé avant son père, marié à Mathilde[d'Eename] ;
- Bruno, chanoine, puis évêque de Toul (1026), pape sous le nom de Léon IX (1049), (saint de l'Eglise catholique) ;
- Adélaïde, mariée à Adalbert de Calw, comte en Ufgau ;
- Gertrude, qui a épousé Luidolf, margrave de Frise ;
- Une autre fille, mariée à Otton II de Souabe, duc de Souabe ;
- Geppa abbesse de Nuitz ou Neuss (Rhénanie-du-Nord-Westphalie) en Allemagne face à Düsseldorf.

## Sources
- Histoire généalogiques des maisons souveraines d'Europe, t. 1, pp. 67 et suivantes, Nicolas Viton de Saint-Allais (1811-1812), BnF Gallica.
- (en) Grafen von Egisheim und Dagsburg (Etichonen), sur le site Fondation pour la généalogie médiévale.